# Arkansas County
Arkansas County is een county in de Amerikaanse staat Arkansas.
De county heeft een landoppervlakte van 2.560 km² en telt 20.749 inwoners (volkstelling 2000). De hoofdplaats is Stuttgart.

## Plaatsen
| - Almyra - Bayou Meto - Brummitt - Casscoe - Crocketts Bluff | - De Luce - De Witt - Ethel - Farelly Lake - Gillett | - Humphrey - Lodge Corner - Nady - One Horse Store | - St. Charles - Slovac - Stuttgart - Tichnor |